# Steve Grahn
Steve Grahn, född 5 januari 1947, är en svensk musiker, kompositör och arrangör. 
Steve Grahn är medlem i bandet Three Studs and a Stone med sin son Anders Grahn, gitarr, Marcus Liliequist, trummor, Andy Olsson, bas, Thomas Pettersson, klaviatur, Peter Zimny, sax. Steve Grahn spelar också tillsammans med Mattias Malm i en duokonstellation med huvudinriktning på delta-, roots- och akustisk gitarrmusik.
Steve Grahn har varit ordförande i Malmoe Copenhagen Blues Connexion (MCBC), Sveriges största förening för roots- och bluesmusik.
Steve Grahn mottog Janne Rosenqvist minnespris, 2009, en utmärkelse som årligen delas ut till en svensk bluesmusiker. Detta efter en omröstning i tidningen Jefferson Blues Magazine. Han representerade även Sverige i Baltic Blues Challange där han och hans medmusiker Mattias Malm vann sin klass, Solo/Duo.
Den 26 november 2009 mottog Steve Grahn evenemangs- och nöjestidningen Det Händers Kulturpris för 2009. Steve Grahn tillsammans med kollegan Mattias Malm representerade Europa i International Blues Challenge i Memphis i USA i januari 2010 i klassen Solo/Duo. Duon släppte sitt andra album Final Route hösten 2010.
Grahn deltog i reklamfilmer för Tarkett år 2001 där han spelade huvudrollen som en dumdryg pappa. Han omnämns ibland i media med smeknamnet "köbekagor" efter en replik i reklamfilmen.

## Diskografi (urval)
- 1999: Three Studs and a Stone - Live at the Blue Boat

1. Sweet Cotton Baby
2. That's Why I Go For The Blues
3. Have You Ever Loved a Woman
4. Elvis Slept Here
5. All I Need Is The Blues
6. Dangerous Woman
7. Walking Through The Park
8. Satisfy Me
9. Hang Over "the last beer" Blues
10. I Ain't Lying to You Baby
11. Crossroads
12. Delta Moon
13. I Cry For You
14. Someday After a While

- 2000: Aint No Blues On My Radio - Three Studs and a Stone

1. Dying In My Sleep
2. Good Whisky And a Cadilac Car
3. Ain't No Blues On My Radio
4. Living Of The Ground
5. I Won't Trade My Woman
6. Miss Ellioth
7. Bad Stuff
8. Real Kind Of Special
9. Monday Morning
10. Guess She's Too Smart
11. Like A Rich Man
12. Rosedale Sunset
13. Way Back Louisiana

- 2004: Solo - Steve Grahn

1. It's so hard to see
2. Cooking and cleaning
3. Nothing more to say
4. Blues as my companion
5. I won't trade my woman
6. Searching man
7. Delta moon
8. I'm on to the blue highway
9. Jump into the river
10. Way back Louisiana
11. When the roll is called up yonder

- 2006: ``That's Alright`` Steve Grahn & Mattias Malm

1. Tribute To Tony Joe
2. Hey Blues
3. I'm Too Upset
4. The Way I Am
5. That's Alright
6. Like A Rich Man
7. Six Foot Digging
8. Swinging Marie
9. Dock Boggs Country Blues
10. For So Long Time

2010: "Final Route"  Steve Grahn & Mattias Malm 1: Blues For Memphis
2: Final Route 3: Good Man Blues
4: Everlastin' Blues 5: Swampland Bay
6: Mornin' Light Showed Up Again 7: Hang Over Blues
8: Unemployed Man Blues 9: Lonesome In A Crowd
10: Worn Out Man 11: I Finally Made It To That River